# Craugastor aurilegulus
Craugastor aurilegulus is een kikker uit de familie Craugastoridae. De soort werd voor het eerst wetenschappelijk beschreven door Jay Mathers Savage, James Randall McCranie & Larry David Wilson in 1988. Oorspronkelijk werd de wetenschappelijke naam Eleutherodactylus aurilegulus gebruikt.
De soort is endemisch in Honduras. Craugastor aurilegulus wordt bedreigd door het verlies van habitat.